# 2-Merkaptoetanol
2-Merkaptoetanol, BME – organiczny związek chemiczny z grupy tioli, pochodna glikolu etylenowego posiadająca przy węglu C2 (β) grupę tiolową zamiast grupy hydroksylowej. 2-Merkaptoetanol jest stosowany jako odczynnik analityczny i jako substrat do syntez. W wysokich stężeniach redukuje mostki dwusiarczkowe, co prowadzi do degradacji trzecio- i czwartorzędowej struktury białka.

## Otrzymywanie
2-Merkaptoetanol można otrzymać m.in. działając siarkowodorem (H
2S) na tlenek etylenu:

## Reakcje
2-Merkaptoetanol reaguje z ketonami i aldehydami tworząc odpowiednie 1,3-oksatiolany:

## Zastosowanie

### Redukcja mostków dwusiarczkowych
2-Merkaptoetanol jest stosowany w biochemii do denaturacji białek, których struktura stabilizowana jest przez mostki dwusiarczkowe, na drodze ich redukcji:

gdzie R oznacza cysteinę
Reakcja ta pozwala na stwierdzenie, czy mostki dwusiarczkowe biorą udział w stabilizacji struktury czwartorzędowej białka. Jest on jednak względnie silnie toksyczny i może reagować z wolnymi resztami cysteinowymi, dlatego też w analizie częściej stosowany jest ditiotreitol (DTT), który ma również wyższy potencjał redukcyjny w porównaniu do 2-merkaptoetanolu.